# Zrkovci
Zrkovci so naselje v Mestni občini Maribor.